# Volost
La volost (волость) est l'unité administrative et territoriale la plus petite du grand-duché de Lituanie avant le XVe siècle. En Russie, le terme volost apparaît à la fin du XVIIIe siècle et s'applique, à l'origine, à des villages de serfs appartenant à l'État. Plusieurs volosts formaient un ouïezd. En URSS, la réforme administrative de 1923-1929 a supprimé cette division volost-ouiezd et l'a remplacée par le raïon. 
Aujourd'hui, elle est le nom/statut des établissements ruraux dans quelques sujets russes, particulièrement dans l'oblast de Pskov et dans l'oblast de Léningrad.